# Ansar Dine
Ansar Dine (também escrito como Ancar Dine, Ancar Deen ou Ansar al-Din; em árabe: 'defensores da fé') é um grupo islâmico liderado por Iyad Ag Ghaly, no Mali. O grupo foi formado em 2012.